# Scincella darevskii
Scincella darevskii là một loài thằn lằn trong họ Scincidae. Loài này được Nguyen, Ananjeva, Orlov, Rybaltovsky & Böhme mô tả khoa học đầu tiên năm 2010.